# Elymandra lithophila
Elymandra lithophila är en gräsart som först beskrevs av Carl Bernhard von Trinius, och fick sitt nu gällande namn av Clayton. Elymandra lithophila ingår i släktet Elymandra och familjen gräs. Inga underarter finns listade i Catalogue of Life.